# آسکلپیون

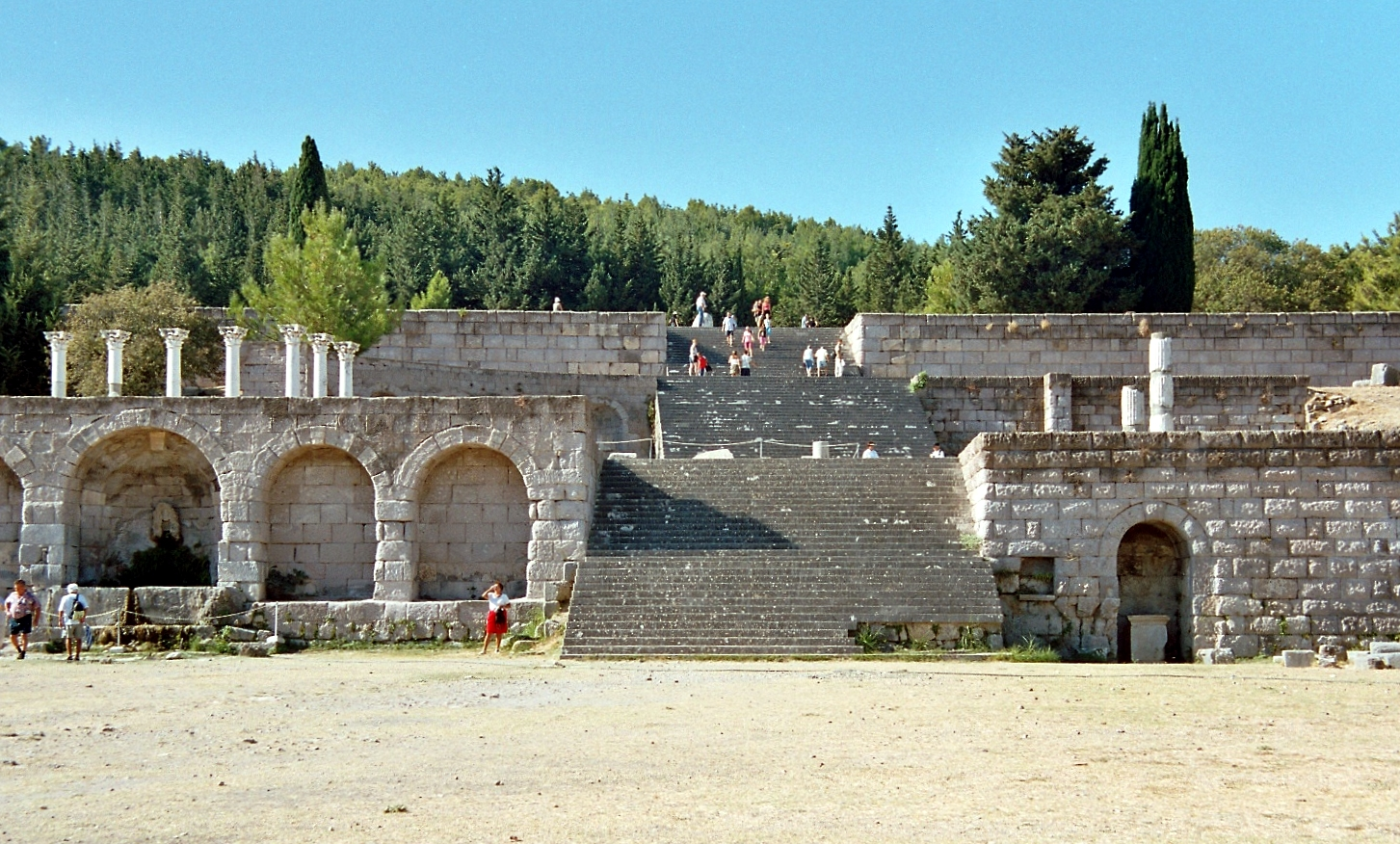
گردشگرانی که از منظره پانورامای شهر از آسکلپیون در جزیره کوس لذت می‌برند

آسکلپیون (یونانی باستان: Ἀσκληπιεῖον) معابد شفابخش واقع در یونان باستان (و در عصر هلنیستی و روم باستان) بودند که به اسقلبیوس، اولین پزشک نیمه خدا در اساطیر یونانی تقدیم شده بود. گفته می‌شود که آسکلپیوس چنان پزشک ماهری بود که حتی می‌توانست مردم را از مردگان زنده کند.